# Uzbeks
Els uzbeks (autoanomenats O‘zbek en singular, O‘zbeklar en plural) són un poble de l'Àsia central de llengua turquesa (l'uzbek) que viu principalment a la república de l'Uzbekistan, però també a l'Afganistan, al Tadjikistan, al Turkmenistan, al Kazakhstan, a Rússia i a la província xinesa del Xinjiang. Consten d'uns 25 milions d'individus i són principalment musulmans sunnites, tot i que n'hi ha que no han abandonat del tot el xamanisme. Seminòmades i grangers, també són artesans, especialment aquells que viuen a l'Afganistan.
Com nombrosos pobles de la regió, els uzbeks són originaris de Mongòlia. Els uzbeks i els kazakhs descendeixen de les hordes del mongol Jotxi, fill de Genguis Kan. Un dels seus fills fou Xiban que va rebre un [[ulus]] i va fundar la branca dels xibànides. Va tenir com a successor a Bahadur Khan, que fou el pare de Mangu Timur Khan. Aquest va tenir diversos fills un dels quals, Pulad Khan (Pulad Khoja), va regnar per poc temps sobre la part nord de l'Horda d'Or i va ser assassinat per Azis Khan. Pulad fou el pare d'Ibrahim Oghlan, que al seu torn fou el pare de Devlet Shaykh Oghlan, que fou el pare d'Abu l-Khayr.
Els xibànides van formar dues línies el 1428, la dels kans de Sibir (encapçalada per Ibak) i la línia d'Abu l-Khayr Khan, kans de Bukharà i Samarcanda. El fill del darrer fou Shayk Haydar i el net Muhammad Xaibani, origen dels Xibànides de Bukhara. Un altre fill, Kotxkunju, és l'origen de l'altra branca dels kans uzbeks de Bukharà anomenada també xibànides de Samarcanda. De la seva gent va sorgir el poble uzbek. Van formar part de l'imperi de Genguis Kan i es van ajuntar a l'Horda d'or al segle xiv. Es van instal·lar al nord de l'Amudarià després de ser derrotats pels perses (1510) i van fundar els kanats de Khiva, de Bukharà i de Kokand.
Al segle xix, aquests petits principats sovint en guerra entre ells van ser annexats per Rússia. Els uzbeks van intentar recobrar la seva independència durant la Revolució russa i es van oposar als bolxevics fins al 1924. Alguns van refusar el domini soviètic i es van refugiar a l'Afganistan el nord del qual estava poblat per uzbeks.